# Dhyan Chand
Dhyan Chand (Allahabad, 28 augustus 1905 - Delhi, 3 december 1969) was een Indiaas hockeyspits.
Chand won met de Indiase ploeg de olympische gouden medaille in 1928, 1932 en 1936. Dhyan Maakte in twaalf wedstrijden in totaal 40 doelpunten. Chand was in 1948 nog steeds een hockeyer maar weigerde een plek in de selectie voor de Olympische Zomerspelen 1948.

## Resultaten
- 1928  Olympische Zomerspelen in Amsterdam
- 1932  Olympische Zomerspelen in Los Angeles
- 1936  Olympische Zomerspelen in Berlijn

- International Standard Name Identifier: 0000 0000 2896 3491
- Library of Congress Control Number: n89209792
- Virtual International Authority File: 43435393
- WorldCat: E39PBJtX7Cx3tkPYhv3pHBbrv3